# Andre Kerr
Andre Kerr (* 8. Mai 1972) ist ein ehemaliger US-amerikanischer Basketballspieler.

## Laufbahn
Der 1,98 Meter große Flügelspieler stand von 1995 bis 1998 in der Hochschulmannschaft der Furman University im US-Bundesstaat South Carolina. Er wechselte anschließend an die Henderson State University nach Arkansas. Dort spielte er in der Saison 1999/2000 und überzeugte mit Mittelwerten von 17,7 Punkten sowie 8,2 Rebounds pro Partie.
Kerr unterschrieb im Vorfeld der Saison 2000/2001 einen Vertrag beim Bundesliga-Aufsteiger Oldenburger TB. Empfohlen hatte ihn sein Landsmann Mike Morrison, der zuvor ebenfalls von den Niedersachsen verpflichtet worden war. Kerr, dessen Spielweise Vielseitigkeit, Schnelligkeit, Sprungkraft und Verteidigungsstärke ausmachten, war in der Saison 2000/01 Oldenburgs bester Korbschütze (15,5 Punkte/Spiel), zudem holte er 5,7 Rebounds je Begegnung. Seinen Bundesliga-Höchstwert in einem Spiel erreichte Kerr Anfang April 2001, als er gegen Bayer Leverkusen 29 Punkte erzielte. Im Februar 2001 hatte er dem OTB mit einem Dreipunktwurf kurz vor dem Spielende einen Überraschungssieg gegen den späteren Vizemeister Bonn beschert.
Kerr wechselte zur Saison 2001/2002 zum türkischen Erstligisten Pınar Karşıyaka, für den er sieben Spiele bestritt (17,7 Punkte, 7 Rebounds/Spiel). Das war seine zweite und letzte Station im Profibasketball.